# Mordellistena bicarinata
Mordellistena bicarinata es una especie de coleóptero de la familia Mordellidae.

## Distribución geográfica
Habita en Panamá.